# Milton Banana
Antonio de Souza, más conocido como Milton Banana (Río de Janeiro, 23 de abril de 1935 - Río de Janeiro, 15 de mayo de 1999 ) fue un baterista brasileño, uno de los principales bateristas de la bossa nova.

## Biografía
Autodidacta, aprendió a tocar la batería por sí mismo y a temprana edad comenzó a actuar de noche en Río de Janeiro en la década de 1950. Dada su habilidad, no fue difícil encajar con la multitud de la bossa nova. Por esta razón, acompañó a varios músicos, entre ellos Luís Eça, Johnny Alf, Roberto Menescal, Carlos Lyra, Baden Powell, Sérgio Mendes, Luís Bonfá y Bola Sete.  En 1959 participó en la grabación de Chega de Saudade, considerado el primer disco de bossa nova, de João Gilberto. 
Tocó otras veces con Tom Jobim y João Gilberto, participando en el concierto del Carnegie Hall de Nueva York en 1962. También participó en el histórico álbum Getz/Gilberto, en 1963,  considerado uno de los principales responsables de la internacionalización de la bossa nova. Durante este tiempo salió con la cantante Elza Soares, quien estaba en los inicios de su éxito y poco antes se enamoró del fenómeno del fútbol, Garrincha.
Formó el Milton Banana Trio, que grabó más de 20 álbumes, y fue original por estar dirigido por un baterista, algo inusual en la época.
Milton murió en su casa, donde se recuperaba de una cirugía. 

## Discografía
| Año  | Estudio        | Cat#         | Título                                                                          |
| ---- | -------------- | ------------ | ------------------------------------------------------------------------------- |
| 1959 | Odeon          | MOFB 3073    | "Chega de Saudade (João Gilberto/Tom Jobim)"                                    |
| 1963 | Polydor        | LPNG 4085    | "Muito à Vontade (João Donato e Seu Trio)"                                      |
| 1963 | Audio Fidelity | AFSD 5984    | "O Ritmo e o Som da Bossa Nova (Milton Banana com Conjunto Oscar Castro Neves)" |
| 1963 | "Odeon         | MOFB 291     | "Getz/Gilberto (Astrud Gilberto / João Gilberto / Tom Jobim / Milton Banana)"   |
| 1964 | RCA            | 74321883632  | "O Lp (J. T. Meirelles / Os Cobras / Milton Banana)"                            |
| 1965 | Odeon          | MOFB 3417    | Milton Banana Trio                                                              |
| 1965 | Odeon          | MOFB 3431    | Vê                                                                              |
| 1965 | Odeon          | 7BD-1112     | Pery Ribeiro Com Milton Banana Trio                                             |
| 1966 | Odeon          | MOFB 3466    | Balançando Com Milton Banana Trio                                               |
| 1967 | Odeon          | SMOFB 3501   | O Som Do Milton Banana Trio                                                     |
| 1968 | Odeon          | MOFB 3558    | O Trio                                                                          |
| 1968 | Odeon          | OP-8518      | Milton Banana Trio Vol. 2                                                       |
| 1968 | Odeon          | MOFB 3524    | Todo Dia É Dia                                                                  |
| 1969 | Odeon          | SMOFB 3598   | Milton Banana Trio                                                              |
| 1970 | Odeon          | SMOFB 3635   | Milton Banana Trio                                                              |
| 1971 | Odeon          | MOFB 3675    | Amigo É Prá Essas Coisas                                                        |
| 1972 | Odeon          | MOFB 3723    | Milton Banana                                                                   |
| 1973 | Odeon          | SMOFB 3774   | Milton Banana                                                                   |
| 1974 | Odeon          | SMOFB 3833   | Milton Banana                                                                   |
| 1975 | Odeon          | SMOFB 3867   | Milton Banana                                                                   |
| 1976 | Odeon          | 052 422117   | Balançando Vol. II                                                              |
| 1977 | RCA            | 107.0257     | Samba é Isso                                                                    |
| 1978 | RCA Pure Gold  | 107.0287     | Tipo Exportação (Samba É Isso Vol. 02)                                          |
| 1979 | RCA Victor     | 103.0283     | Ao Meu Amigo Chico (Samba É Isso Vol. 03)                                       |
| 1980 | RCA            | RPL-8008     | Ao Meu Amigo Tom (Samba É Isso Vol. 4)                                          |
| 1981 | RCA            | 103.0405     | Ao Meu Amigo Vinicius (Samba É Isso Vol. 5)                                     |
| 1983 | RCA            | 103.0576     | No Balanço                                                                      |
| 1984 | RCA Records    | RPL-8255     | Linha De Passe                                                                  |
| 1989 | BMG            | 743212910827 | Aos Amigos Tom, Chico e Vinicius                                                |
| 1992 | EMI            | 795272-2     | Balançando                                                                      |
| 1996 | RCA            | 74321288492  | Ao Meu Amigo Tom                                                                |
| 1997 | Sony Music     | 886997320332 | Sambas De Bossa                                                                 |